# Porolabium
Porolabium  (лат.) — монотипный род однодольных растений семейства Орхидные (Orchidaceae), включающий вид Porolabium biporosum (Maxim.) Tang & F.T. Wang. Выделен китайскими ботаниками Тан Цзинем и Ван Фацзуанем в 1940 году.

## Распространение и среда обитания
Единственный вид является эндемиком Китайской Народной Республики, встречающимся на востоке провинции Цинхай и на северо-востоке провинции Шаньси.

## Общая характеристика
Клубневые геофиты. Небольшие травянистые наземные растения. Клубни небольшие, почти шаровидной формы.
Стебель прямой.
Лист одиночный, стеблевой, линейно-ланцетной формы; верхушка тупая.
Соцветие кистевидное, несёт 6—8 цветков от желтовато-зелёного до зелёного цвета; лепестки косо-яйцевидные, прямые, губа язычковая, колонка короткая.
Близок представителям рода Бровник (Herminium), но отличается от них формой губы и количеством листьев. Ранее Porolabium biporosum действительно относили к роду Herminium и описывали под таксономическим названием Herminium biporosum Maxim.basionym.